# Новиков, Николай Михайлович (боксёр)
Никола́й Миха́йлович Но́виков (15 мая 1946, Тула — 25 февраля 2014) — советский боксёр, представитель наилегчайшей весовой категории. Выступал на всесоюзном уровне во второй половине 1960-х — начале 1970-х годов, двукратный чемпион СССР, чемпион Спартакиады народов СССР, серебряный призёр чемпионата Европы, участник летних Олимпийских игр в Мехико. На соревнованиях представлял Советскую Армию, мастер спорта СССР международного класса.

## Биография
Николай Новиков родился 15 мая 1946 года в Туле. Занимался боксом в Москве в боксёрской команде ЦСКА, проходил подготовку под руководством заслуженного тренера СССР Константина Александровича Бирка.
В 1966 году принял участие в матчевой встрече со сборной Югославии, но свой бой проиграл.
Первого серьёзного успеха на всесоюзном уровне добился в сезоне 1967 года, когда выступил на IV летней Спартакиаде народов СССР в Москве, где также разыгрывалось национальное первенство Советского Союза, и в зачёте наилегчайшей весовой категории одолел здесь всех своих соперников по турнирной сетке, завоевав две золотые медали. Боксировал на предолимпийском международном турнире в Мексике.
В 1968 году на чемпионате СССР в Ленинакане стал серебряным призёром в наилегчайшем весе, уступив в решающем поединке одесситу Леониду Бугаевскому. Несмотря на второе место национального первенства, удостоился права защищать честь страны на летних Олимпийских играх в Мехико — благополучно прошёл первых двоих соперников, но в третьем четвертьфинальном бою потерпел поражение от поляка Артура Олеха, который в итоге выиграл на этих Играх серебряную медаль.
После Олимпиады в Мексике Новиков остался в основном составе советской национальной сборной и продолжил принимать участие в крупнейших международных турнирах. Так, в 1969 году он одержал победу на чемпионате СССР в Казани, в том числе победил в финале представителя Донецка Виктора Запорожца, и побывал на чемпионате Европы в Бухаресте, откуда привёз награду серебряного достоинства — финальный бой проиграл румыну Константину Чукэ.
На чемпионате СССР 1970 года в Каунасе получил бронзу, проиграв в полуфинале Леониду Бугаевскому. Впоследствии ещё в течение нескольких лет выступал в легчайшем весе, в 1972 году боксировал на международном турнире в Ленинграде, в 1973 году выступил на международном турнире в Минске.
За выдающиеся спортивные достижения удостоен почётного звания «Мастер спорта СССР международного класса».
Умер 25 февраля 2014 года в возрасте 67 лет.